# ماريا إيليك
ماريا إيليك (بالصربية: Марија Илић)‏ هي لاعبة كرة قدم صربية، ولدت في 3 يونيو 1993. شاركت مع منتخب صربيا تحت 19 سنة لكرة القدم للسيدات ومنتخب صربيا لكرة القدم للسيدات. أما مع النوادي، فقد لعبت مع ŽFK Spartak Subotica ‏.

## وصلات خارجية
- ماريا إيليك على موقع الاتحاد الأوربي (الإنجليزية)
- ماريا إيليك على موقع قاعدة بيانات كرة القدم.إي يو (الإنجليزية)
- ماريا إيليك على موقع Soccerway.com (الإنجليزية)